# Jerome Williams (basket-ball)
Pour les articles homonymes, voir Jerome Williams et Williams.
Jerome Williams, né le 10 mai 1973 à Washington DC, est un ancien joueur américain de basket-ball. Il évoluait au poste d'ailier fort.